# 德川家千代
徳川 家千代 日本江戶幕府第6代將軍・德川家宣次男。第7代將軍・德川家繼的異母兄。
寶永4年（1707年）7月10日、為家宣與側室・於古牟之方（法心院）之間的孩子、出生於江戶城西之丸。同月18日、賜新田之姓。然而、於9月時夭折。享年1歲。10月2日、葬於傳通院。